# Рей, Родриго
Родриго Франсиско Хесус Рей (исп. Rodrigo Francisco Jesús Rey; родился 8 марта 1991 года в Санта-Фе, Аргентина) — аргентинский футболист, вратарь клуба «Индепендьенте».

## Клубная карьера
Рей — воспитанник футбольной академии «Ривер Плейта». Из-за высокой конкуренции он не сыграл ни минуты за основной состав. В 2012 году в поисках игровой практики Родриго перешёл в «Ньюэллс Олд Бойз», но и там он не смог пробиться в основу. В следующем сезоне он стал чемпионом, хотя не провёл на поле и минуты. В 2014 году Рей подписал контракт с «Годой-Крус». 11 апреля 2015 года в матче против «Велес Сарсфилд» он дебютировал в аргентинской Примере.  Летом 2017 года Рей перешёл в греческий ПАОК. Сумма трансфера составила 2 млн. евро. 20 августа в матче против «Левадиакоса» он дебютировал в греческой Суперлиге. В 2018 году Родриго помог клубу завоевать Кубок Греции.

## Международная карьера
В 2011 году в составе молодёжной сборной Аргентины Рей принял участие в молодёжном чемпионате мира в Колумбии. На турнире он был запасным и на поле не вышел. Так же Родриго был запасным и на молодёжном чемпионате Южной Америки в Перу и Панамериканских играх в Гвадалахаре.

## Достижения
Командные
 «Ньюэллс Олд Бойз»
- Чемпионат Аргентины по футболу — Финаль 2013

Международные
 Аргентина (до 23 лет)
- Панамериканских игр — 2011